# Maxim Lapierre
Pour les articles homonymes, voir Lapierre.
Maxim Lapierre (né le 29 mars 1985 à Saint-Léonard dans la province de Québec au Canada), est un joueur professionnel canadien de hockey sur glace. Il évolue au poste de centre. il fait également partie du groupe d'analystes chez TVA Sports

## Biographie

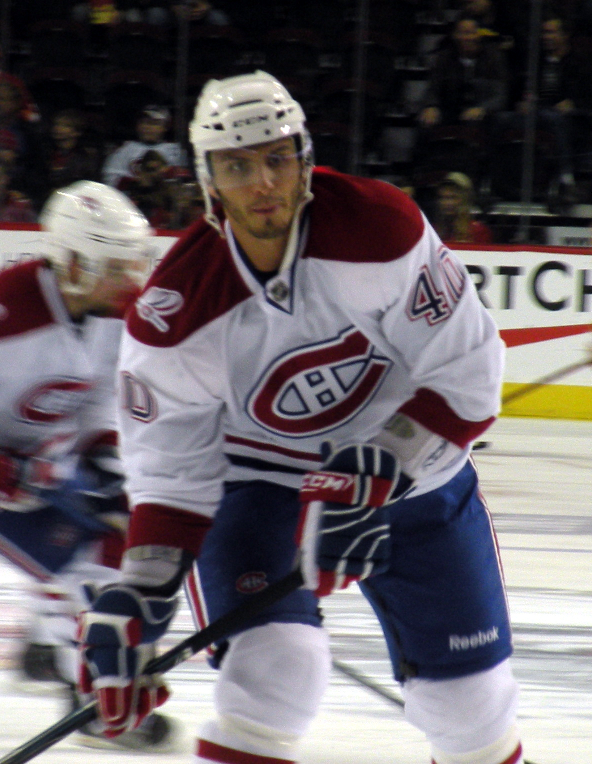
Maxim Lapierre avec les Canadiens de Montréal.

Maxim Lapierre a été repêché par les Canadiens lors du 2e tour du repêchage d'entrée dans la LNH 2003, à la 61e position. Le 10 décembre 2006, il est rappelé par les Canadiens de Montréal du club-école des Bulldogs de Hamilton pour remplacer Steve Bégin qui s'est blessé au dos. Il joue son deuxième match en carrière dans la Ligue nationale de hockey contre les Bruins de Boston, le 12 décembre 2006, et il obtient son premier point dans la LNH grâce à une mention d'assistance sur un but de Guillaume Latendresse. Le 14 décembre 2006, il compte son premier but en carrière dans la LNH contre le gardien de but Marc Denis du Lightning de Tampa Bay dans une victoire des siens au compte de 4-2.
Le 20 décembre 2006, Maxim Lapierre est de nouveau cédé à son club-école de Hamilton à cause d'une règle de la Ligue nationale de hockey qui empêche de renvoyer un joueur dans les ligues mineures ou de faire des échanges durant le temps des fêtes. En quatre matchs avec l'équipe, il obtient trois buts et une mention d'assistance pour un total de quatre points.
Son camp d'entraînement de la saison 2007-2008 est toutefois peu convaincant. Bob Gainey décide donc de le renvoyer à Hamilton. Voyant le peu d'avance du Canadien, on le rappelle le 5 décembre 2007 pour venir contrer ce manque. Lors de cette saison, il n'est toutefois pas retourné à Hamilton pour les fêtes.

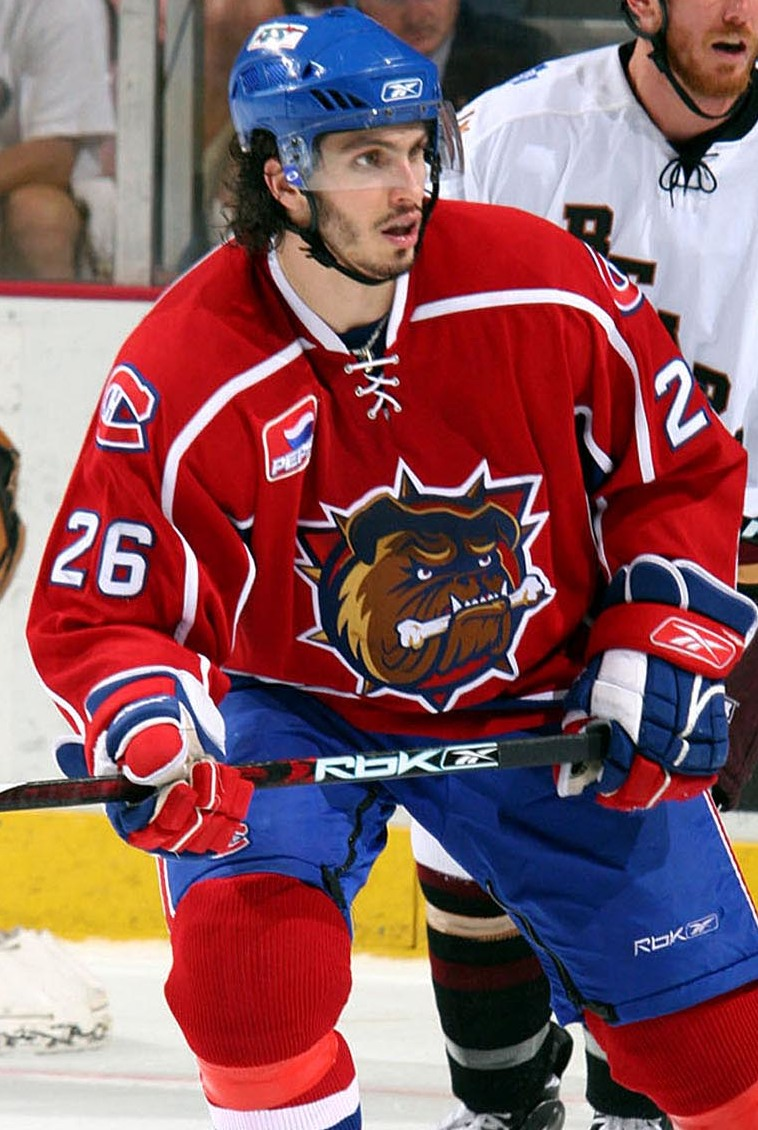
Maxim Lapierre avec les Bulldogs de Hamilton

Le 29 décembre 2008, il inscrit, dans l'uniforme des Canadiens de Montréal, son premier tour du chapeau en carrière lors d'un match contre les Panthers de la Floride. Il s'agissait également de la 3000e victoire du Canadien. Il a évolué sur le troisième trio du Canadiens de Montréal avec Guillaume Latendresse et Tom Kostopoulos formant un trio de joueurs rudes et travailleurs.
En mars 2009, il s'est mérité le trophée Jacques-Beauchamp-Molson pour avoir joué un rôle important dans les succès de l'équipe en saison régulière, sans toutefois en retirer d'honneur particulier.
En avril 2009, il apparaît dans une émission de télévision québécoise intitulée La maison de : Maxim Lapierre dans lequel il confie à Marie-Christine Lavoie (conjointe de Mathieu Dandenault) la tâche de « rajeunir » sa nouvelle résidence de la Rive-Sud de Montréal.
Le 5 mars 2010, Lapierre est suspendu, sans salaire, par la LNH pour 4 matchs  à la suite, la veille, de sa mise en échec à l'endroit de Scott Nichol lors de la troisième période du match contre les Sharks de San José.
Le 27 septembre 2010, avant un match préparatoire contre les Panthers de la Floride, il reçoit le trophée Jean Béliveau pour son implication dans la communauté durant la saison 2009-10.
Le 31 décembre 2010, il a été échangé aux Ducks d'Anaheim contre Brett Festerling et le choix de 5e ronde d'Anaheim au repêchage de 2012.
Il a participé à 21 matchs avec les Ducks avant d'être échangé le 28 février 2011 aux Canucks de Vancouver avec MacGregor Sharp contre l'attaquant Joël Perrault et un choix de 3e ronde en 2012.
Le 27 juin 2011, Lapierre signe un nouveau contrat avec les Canucks de Vancouver pour une durée de 2 ans et d'un montant de deux millions de dollars.
Le 24 février 2018, il remporte la médaille de bronze avec l'équipe du Canada aux Jeux olympiques d’hiver de Pyeongchang en Corée du Sud.

## Statistiques

### En club
| Saison     | Équipe                            | Ligue      |     | Saison régulière | Saison régulière | Saison régulière | Saison régulière | Saison régulière |   | Séries éliminatoires | Séries éliminatoires | Séries éliminatoires | Séries éliminatoires | Séries éliminatoires |
| Saison     | Équipe                            | Ligue      | PJ  | B                | A                | Pts              | Pun              | PJ               | B | A                    | Pts                  | Pun                  |                      |                      |
| 2001-2002  | Cap-de-la-Madeleine               | QAAA       | 42  | 14               | 27               | 41               | 44               | 10               | 3 | 5                    | 8                    | 16                   |                      |                      |
| 2001-2002  | Rocket de Montréal                | LHJMQ      | 9   | 2                | 0                | 2                | 2                | -                | - | -                    | -                    | -                    |                      |                      |
| 2002-2003  | Rocket de Montréal                | LHJMQ      | 72  | 22               | 21               | 43               | 55               | 7                | 1 | 3                    | 4                    | 6                    |                      |                      |
| 2003-2004  | Rocket de l'Île-du-Prince-Édouard | LHJMQ      | 67  | 25               | 36               | 61               | 138              | 11               | 7 | 2                    | 9                    | 14                   |                      |                      |
| 2004-2005  | Rocket de l'Île-du-Prince-Édouard | LHJMQ      | 69  | 25               | 27               | 52               | 139              | -                | - | -                    | -                    | -                    |                      |                      |
| 2005-2006  | Bulldogs de Hamilton              | LAH        | 73  | 13               | 23               | 36               | 214              | -                | - | -                    | -                    | -                    |                      |                      |
| 2005-2006  | Canadiens de Montréal             | LNH        | 1   | 0                | 0                | 0                | 0                | -                | - | -                    | -                    | -                    |                      |                      |
| 2006-2007  | Bulldogs de Hamilton              | LAH        | 37  | 11               | 13               | 24               | 59               | -                | - | -                    | -                    | -                    |                      |                      |
| 2006-2007  | Canadiens de Montréal             | LNH        | 46  | 6                | 6                | 12               | 24               | -                | - | -                    | -                    | -                    |                      |                      |
| 2007-2008  | Bulldogs de Hamilton              | LAH        | 19  | 7                | 7                | 14               | 63               | -                | - | -                    | -                    | -                    |                      |                      |
| 2007-2008  | Canadiens de Montréal             | LNH        | 53  | 7                | 11               | 18               | 60               | 12               | 0 | 3                    | 3                    | 6                    |                      |                      |
| 2008-2009  | Canadiens de Montréal             | LNH        | 77  | 15               | 13               | 28               | 71               | -                | - | -                    | -                    | -                    |                      |                      |
| 2009-2010  | Canadiens de Montréal             | LNH        | 76  | 7                | 7                | 14               | 61               | 19               | 3 | 1                    | 4                    | 20                   |                      |                      |
| 2010-2011  | Canadiens de Montréal             | LNH        | 38  | 5                | 3                | 8                | 63               | -                | - | -                    | -                    | -                    |                      |                      |
| 2010-2011  | Ducks d'Anaheim                   | LNH        | 21  | 0                | 3                | 3                | 9                | -                | - | -                    | -                    | -                    |                      |                      |
| 2010-2011  | Canucks de Vancouver              | LNH        | 19  | 1                | 0                | 1                | 8                | 25               | 2 | 3                    | 5                    | 66                   |                      |                      |
| 2011-2012  | Canucks de Vancouver              | LNH        | 82  | 9                | 10               | 19               | 130              | 5                | 0 | 1                    | 1                    | 16                   |                      |                      |
| 2012-2013  | Canucks de Vancouver              | LNH        | 48  | 4                | 6                | 10               | 45               | 4                | 0 | 0                    | 0                    | 6                    |                      |                      |
| 2013-2014  | Blues de Saint-Louis              | LNH        | 71  | 9                | 6                | 15               | 78               | 6                | 1 | 1                    | 2                    | 4                    |                      |                      |
| 2014-2015  | Blues de Saint-Louis              | LNH        | 45  | 2                | 7                | 9                | 16               | -                | - | -                    | -                    | -                    |                      |                      |
| 2014-2015  | Penguins de Pittsburgh            | LNH        | 35  | 0                | 2                | 2                | 16               | 5                | 0 | 0                    | 0                    | 0                    |                      |                      |
| 2015-2016  | MODO Hockey                       | SHL        | 34  | 8                | 11               | 19               | 34               | -                | - | -                    | -                    | -                    |                      |                      |
| 2015-2016  | HC Lugano                         | LNA        | 6   | 2                | 2                | 4                | 37               | 15               | 1 | 3                    | 4                    | 88                   |                      |                      |
| 2016-2017  | HC Lugano                         | LNA        | 28  | 8                | 8                | 16               | 79               | 10               | 2 | 5                    | 7                    | 38                   |                      |                      |
| 2017-2018  | HC Lugano                         | LNA        | 49  | 15               | 20               | 35               | 56               | 18               | 9 | 12                   | 21                   | 12                   |                      |                      |
| 2018-2019  | HC Lugano                         | LNA        | 45  | 9                | 20               | 29               | 112              | 4                | 1 | 1                    | 2                    | 16                   |                      |                      |
| 2019-2020  | Eisbären Berlin                   | DEL        | 20  | 11               | 23               | 34               | 30               | -                | - | -                    | -                    | -                    |                      |                      |
| Totaux LNH | Totaux LNH                        | Totaux LNH | 614 | 65               | 74               | 139              | 586              | 80               | 7 | 8                    | 15                   | 144                  |                      |                      |

### En équipe nationale
| Année | Équipe | Compétition     |   | PJ | B | A | Pts | Pun                |  | Résultat |
| 2018  | Canada | Jeux olympiques | 6 | 1  | 0 | 1 | 0   | Médaille de bronze |  |          |